# Antoni d'Argila i Matas
Antoni d'Argila era fill d'un important propietari rural, Josep d'Argila. La família era propietaria de la finca rústica més important de Montornès (can Vilaró) i d’una altra gran finca a Mollet (can Magre). Tenien també diversos immobles a Granollers, la seva ciutat natal.
Va tenir un paper important en diverses iniciatives de caràcter social a la seva vila. Així, va cedir uns terrenys on es construiria l'edifici de les Germanes vetlladores de Sant Josep, va ser promotor i director de la societat coral La Constancia i va participar en la fundació del Casino de Granollers, entitat que presidiria en diverses ocasions.
També va ocupar diversos càrrecs en les principals associacions de propietaris del Vallès Oriental: l’Associació de Propietaris Rurals del Vallès, la junta de la Cambra Agrícola del Vallès i la Lliga de Propietaris de Montornès. També va ser caporal dels Sometents del partit de Granollers fet pel qual fou premiat amb la gran Creu de l’Ordre del Mèrit Militar.
Va ser alcalde de Granollers del 31 de març de 1907 i el 10 de gener de 1908. Va morir l'any 1914 a la seva casa pairal de Montornès.